# Carlo Weis
Carlo Weis (Luxemburgo, 4 de dezembro de 1958) é um treinador e ex-futebolista luxemburguês que atuava como zagueiro. Ele foi o jogador com mais partidas pelo Luxemburgo de todos os tempos, desde novembro de 1995 até Jeff Strasser ultrapassar seu recorde em 2008.

## Carreira
Weis começou sua carreira, em 1977 no time local Spora Luxembourg antes de ingressar no time belga do F.C. Winterslag aos 20 anos. Com o Winterslag, ele chegou às oitavas de final da Copa UEFA de 1981-82, depois de derrotar o Arsenal na rodada anterior. Jogou três temporadas pelo Genk e depois atravessou a fronteira para ingressar no Stade Reims.[carece de fontes?]
Ele voltou ao Spora depois de apenas uma temporada na França e jogou mais cinco temporadas por eles. Depois de um ano em Thionville, mudou-se para Avenir Beggen, onde jogou oito temporadas, interrompidas por duas temporadas no Sporting Mertzig, onde também assumiu o cargo de treinador. Enquanto estava no Avenir, ele conquistou o prêmio de Futebolista Luxemburguês do Ano em 1990.[carece de fontes?]
Como treinador em tempo integral, esteve à frente do F91 Dudelange e do Swift Hesperange.[carece de fontes?]

## Carreira internacional
Weis fez sua estreia pelo Luxemburgo, em um amistoso contra a Polônia aos 19 anos, em março de 1978, pelas eliminatórias da Eurocopa de 1980.[carece de fontes?]
Com 87 jogos disputados e um gol marcado (no empate em 1 a 1 com Portugal, em 1992). Ele jogou 30 partidas de qualificação para a Copa do Mundo, e jogou sua última partida internacional em maio de 1998, um amistoso contra Camarões.